# Xorides irrigator
Xorides irrigator är en stekelart som först beskrevs av Fabricius 1793.  Xorides irrigator ingår i släktet Xorides och familjen brokparasitsteklar. Enligt den finländska rödlistan är arten nära hotad i Finland. Arten är reproducerande i Sverige. Artens livsmiljö är skogar. Inga underarter finns listade i Catalogue of Life.